# Сент-Брайдс
Сент-Брайдс (англ. St. Bride's) — містечко в Канаді, у провінції Ньюфаундленд і Лабрадор.

## Населення
За даними перепису 2016 року, містечко нараховувало 252 особи, показавши скорочення на 18,2%, порівняно з 2011-м роком. Середня густина населення становила 43,1 осіб/км².
З офіційних мов обидвома одночасно володіли 5 жителів, тільки англійською — 245.
Працездатне населення становило 52% усього населення, рівень безробіття — 42,3% (40% серед чоловіків та 41,7% серед жінок). 69,2% осіб були найманими працівниками, а 30,8% — самозайнятими.

## Клімат
Середня річна температура становить 5,1°C, середня максимальна – 17,9°C, а середня мінімальна – -8°C. Середня річна кількість опадів – 1 483 мм.
| Клімат поселення                              | Клімат поселення | Клімат поселення | Клімат поселення | Клімат поселення | Клімат поселення | Клімат поселення | Клімат поселення | Клімат поселення | Клімат поселення | Клімат поселення | Клімат поселення | Клімат поселення | Клімат поселення |
| Показник                                      | Січ.             | Лют.             | Бер.             | Квіт.            | Трав.            | Черв.            | Лип.             | Серп.            | Вер.             | Жовт.            | Лист.            | Груд.            |                  |
| Середній максимум, °C                         | 0,77             | 0,12             | 2,40             | 6,27             | 9,89             | 13,70            | 16,31            | 17,86            | 15,69            | 11,29            | 6,96             | 2,76             |                  |
| Середня температура, °C                       | −3,28            | −3,93            | −1,66            | 2,22             | 5,82             | 9,63             | 13,12            | 14,69            | 12,52            | 8,12             | 3,81             | −0,43            |                  |
| Середній мінімум, °C                          | −7,32            | −7,98            | −5,7             | −1,82            | 1,79             | 5,59             | 9,98             | 11,52            | 9,37             | 4,94             | 0,63             | −3,61            |                  |
| Норма опадів, мм                              | 124              | 128              | 118              | 103              | 113              | 120              | 119              | 107              | 138              | 146              | 146              | 121              |                  |
| Середньомісячна швидкість вітру, м/с          | 8.79             | 7.89             | 7.39             | 6.60             | 5.79             | 5.30             | 5.10             | 5.26             | 5.90             | 6.89             | 7.72             | 8.40             |                  |
| Середньомісячна сонячна радіація, кДж/м²·день | 3932             | 6683             | 10770            | 14199            | 17423            | 19159            | 18776            | 16163            | 12351            | 7500             | 4270             | 3128             |                  |
| --------------------------------------------- | ---------------- | ---------------- | ---------------- | ---------------- | ---------------- | ---------------- | ---------------- | ---------------- | ---------------- | ---------------- | ---------------- | ---------------- | ---------------- |
| Джерело:                                      |                  |                  |                  |                  |                  |                  |                  |                  |                  |                  |                  |                  |                  |